# Raspeće
Raspeće ili razapinjanje predstavlja drevnu metodu pogubljenja koja se izvodila pričvršćivanjem osuđene osobe — bilo vezanjem bilo klinovima — na drvenu podlogu, najčešće u obliku krsta — te njenim ostavljanjem da umre od gladi i dehidracije.
Razapinjanje se često praktikovalo u Starom vijeku — od strane Persijanaca, Seleukida, Kartaginjana i Rimljana. Kaznu razapinjanjem je u Rimu godine 337. ukinuo car Konstantin I u znak poštovanja prema Isusu Hristu — najpoznatijoj od svih žrtava razapinjanja. Nakon toga se razapinjanje koristilo gotovo isključivo u ne-hrišćanskim zemljama, od čega je najpoznatiji Japan u doba Tokugavinog šogunata. Danas se očuvalo jedino u kaznenom zakonodavstvu Irana.
Određene hrišćanske zajednice ponekad praktikuju ritualno razapinjanje u kojima raspete osobe odaju počast Hristu nastojeći da se poistovjeti s njegovim patnjama, a za što su najpoznatiji primjer Filipini.
Najpoznatija referenca na razapinjanje jeste raspeće koje predstavlja važan simbol za katolike, pravoslavce, orijentalne hrišćane, s time da protestanti preferiraju korištenje krsta bez Isusovog tijela na njemu.

## Detalji
Raspeće se često radilo da bi se terorisalo i odvraćalo prisutne od činjenja sličnih prestupa. Žrtve su ostavljane raspete i posle smrti kao upozorenje. Samo raspeće je činjeno da bi se omogućila spora i bolna smrt.

## Spoljašnje veze
- New Scientist Архивирано на веб-сајту  (22. април 2008) article on cause of death in crucifixion.
- "Forensic and Clinical Knowledge of the Practice of Crucifixion" by Dr. Frederick Zugibe
- Jesus's death on the cross, from a medical perspective
- "Crucifixion in antiquity - The Anthropological evidence" By Joe Zias
- Jewish Encyclopedia: Crucifixion
- Crucifixion of Joachim of Nizhny-Novgorod